# Françoise Bonnot
Françoise Bonnot (Bois-Colombes, 1939. augusztus 17. – Párizs, 2018. június 9.) Oscar-díjas francia filmvágó.

## Filmjei
- Majom a télben (Un singe en hiver) (1962)
- Alvilági melódia (Mélodie en sous-sol) (1963)
- A huszonötödik óra (La vingt-cinquième heure) (1967)
- Harc San Sebastianért (La bataille de San Sebastian) (1968)
- Z, avagy egy politikai gyilkosság anatómiája (Z) (1969)
- Árnyékhadsereg (L'armée des ombres) (1969)
- Vallomás (L'aveu) (1970)
- Le sauveur (1971)
- 4 légy a szürke bársonyon (4 mosche di velluto grigio) (1971)
- Szép maszk (Beau masque) (1972)
- Ostromállapot (État de siège) (1972)
- Megtorlás (Rappresaglia) (1973)
- Grandeur nature (1974)
- Section spéciale (1975)
- Le futur aux trousses (1975)
- A lakó (Le locataire) (1976)
- Fekete-fehér színesben (Le locataire) (1976)
- A Cassandra-átjáró (The Cassandra Crossing) (1976)
- Az elveszett múlt (Le passé simple) (1977)
- Le dernier amant romantique (1978)
- Judith Therpauve (1978)
- Női fény (Clair de femme) (1979)
- Chère inconnue (1980)
- Une sale affaire (1981)
- Eltűntnek nyilvánítva (Missing) (1982)
- Hanna K. (1983)
- Swann szerelme (Un amour de Swann) (1984)
- Top Secret (Top Secret!) (1984)
- Fekete lista (Liste noire) (1984)
- A sárkány éve (Year of the Dragon) (1985)
- A szicíliai (The Sicilian) (1987)
- Fat Man és Little Boy (1989)
- The Plant (1991, rövidfilm)
- 1492 – A Paradicsom meghódítása (1492: Conquest of Paradise) (1992)
- Pourquoi maman est dans mon lit? (1994)
- Vidéki vakáció (A Weekend in the Country) (1996, tv-film)
- Szerelmi fészek (L'appartement) (1996)
- Magic Horses (1996, dokumentumfilm)
- Őrült város (Mad City) (1997)
- A Vendôme tér asszonya (Place Vendôme) (1998)
- Titusz (Titus) (1999)
- Húzd meg, ereszd meg (Disappearing Acts) (2000, tv-film)
- Frida (2002)
- A kanyaron túl (Around the Bend) (2004)
- Across the universe – Csak szerelem kell (Across the Universe) (2007)
- The Tempest (2010)
- Un balcon sur la mer (2010)
- El Gusto (2011, dokumentumfilm)

## Díjai
- Oscar-díj a legjobb vágásnak (1970, a Z, avagy egy politikai gyilkosság anatómiája című filmért)
- BAFTA-díj a legjobb vágásnak (1983, az Eltűntnek nyilvánítva című filmlért)